# Старобешівська селищна територіальна громада
Старобешівська селищна громада — номінально утворена територіальна громада в Україні, у Кальміуському районі Донецької області. Адміністративний центр — смт Старобешеве.
Територія утвореної територіальної громади є тимчасово окупованою.
Утворена розпорядженням Кабінету Міністрів України від 12 червня 2020 р. № 710-р.

## Населені пункти
У складі громади 5 селищ (Верезамське, Манжиків Кут, Менчугове, Новий Світ, Старобешеве) та 17 сіл: Андріївка, Вознесенка, Горбатенко, Звитяжне, Кам'янка, Мар'янівка, Новобешеве, Новоселівка, Обільне, Олександрівка, Осикове, Піщане, Придорожнє, Сарабаш, Світле, Стила та Чумаки.